# Luigi Marmiroli
Luigi Marmiroli (Fiorano Modenese, 21 giugno 1943) è un ingegnere italiano.

## Carriera

### Inizi
Nasce a Fiorano Modenese, in una cascina nell’area dove sorgerà, negli anni settanta, la “pista di Fiorano” della Ferrari Automobili e dove svolgerà il suo primo lavoro da neolaureato. Ferrari dal 1947 prova le sue vetture sulle strade, allora polverose, dei primi contrafforti dell’Appennino modenese. Al riguardo Marmiroli ha più volte dichiarato di sentire ancora il rombo in lontananza dei motori e l’acre odore dell’olio di ricino impiegato nei motori dell’epoca.

### Ferrari Automobili
Laureato in ingegneria meccanica alla Università di Padova, in seguito ad una breve esperienza in una azienda metalmeccanica, nel settembre 1970, dopo un indimenticabile colloquio col Commendatore Enzo Ferrari, viene assunto all’Ufficio Studi Gestione Sportiva della Scuderia Ferrari. Il compito è quello di introdurre per la prima volta il calcolo elettronico-scientifico a supporto della progettazione. Questa funzione lo mette a fianco degli storici progettisti della Ferrari, motoristi, telaisti, cambisti, carrozzai, ecc.  e mentre piano piano piano sostituisce il loro regolo calcolatore con software appositamente costruiti assorbe, oltre al loro impareggiabile sapere, la passione per l’automobile e l’amore per il marchio Ferrari. Li ricorda tutti con affetto e riconoscenza: Rocchi, Salvarani, Marchetti, Maioli, Bussi, Caliri e Mauro Forghieri. È l’epoca delle Ferrari 312B, Ferrari 512S, 312B2, Ferrari 312PB, Ferrari 312B3, Ferrari 312T, Ferrari 312T2  e Ferrari 312 “Spazzaneve”.

### Fly-Studio (Modena)
Nel Luglio 1976 esce dalla Ferrari con l’ing. Caliri e fonda in un palazzo storico di Modena il Fly-Studio per la progettazione, il calcolo, il disegno e la gestione sui circuiti internazionali di vetture da competizione: Formula 1, Formula 2, Formula 3, Sport Prototipi ecc. I principali clienti sono: Autodelta e Alfa Romeo, Fittipaldi Coopersucar, Ensign, ATS,Teams privati Porsche. Per la Minardi, nella quale entrano anche come azionisti, prendono la direzione tecnica e progettano la Minardi GM75, Minardi Fly M281 e Minardi-Ferrari M262. 

### Alfa Romeo
Sin dal 1977 è consulente dell’Autodelta, diretta dall’ing. Carlo Chiti per i motori 12V 180° (fornito alla Brabham F1 di Gordon Murray), 12V 60° e 8V 90° Turbo. Le vetture sono le Alfa-Alfa Formula 1: 177, 179, 179 B, 179 C e Alfa-Euroracing 182, 183T, 184T. Nel 1983 assume la direzione tecnica della Alfa Romeo-Euroracing. Modifica la 183T e l’anno successivo progetta integralmente la nuova 184T. I piloti sono Mauro Baldi e Andrea De Cesaris  per la 183T sponsorizzata Malboro, Riccardo Patrese ed Eddy Cheever per la 184T con sponsorizzazione Benetton.
Nel 1985, dopo l'abbandono da parte di Chiti, anche Marmiroli lascia l'Alfa Romeo.

### Lamborghini Automobili
Marmiroli viene assunto il 1 gennaio 1985 dall’azionista Patrick Mimran con la mission di progettare un nuovo modello destinato a rimpiazzare la favolosa Countach, nata nel 1974. Spende sei mesi per entrare nella filosofia Lamborghini  studiando le vetture storiche progettate da Gian Paolo Dallara e Paolo Stanzani ed incontrando il fondatore Ferruccio Lamborghini ritirato nella tenuta agricola di Panicale. Nell’aprile 1987 compie i primi giri il prototipo P132 (futura Diablo) con stile di Marcello Gandini. Il progetto poi modificato leggermente dal centro Stile della Chrysler, nuovo azionista dal settembre 1987, viene presentato ufficialmente a Montecarlo a fine gennaio del 1990. Nei dieci anni di vita ben 17 versioni della Diablo vengono progettate (Diablo SE 30, celebrativa del 30º anniversario della nascita Lamborghini, Diablo VT la prima supercar a quattro ruote motrici, Diablo Se Jota, Diablo Jgtc Japan, Diablo Roadster, Diablo SV, Diablo SVR primo challenge per le supercar, FIA GT1,GT2 etc…)
Lascia la Direzione Tecnica della Lamborghini a fine del 1996. Il suo periodo, nonostante il cambiamento di tre azionisti, F.lli Mimran, Chrysler Automobile e Tomy Suarto, è ritenuto uno dei periodi più creativi della storia dell’Azienda. La lista è significativa:
- Progetto P140:  stile Gandini, motore 10 cilindri di 4000 cc, telaio in lamiera di alluminio stampate ed incollate, carrozzeria in RTM.  Giugiaro sulla meccanica P140 presenterà la sua versione “Calà”

- Progetto L30: stile Chrysler e proposta alternativa di Horacio Pagani, telaio innovativo in pareti sottili di fibra di carbonio.
- ·LM03 Supersuv: figlio dello storico LM002 (del quale cura una revisione tecnica), stile Zagato, proposta di un veicolo “rub.off” col Grand Ceroke della Chrysler.
- Diablo Restyling con proposta di stile Zagato e Marcello Gandini
- L147 vettura sostitutiva della Diablo con stile Zagato.
- L802 motore 12V 60° plurivincitore nel Campionato Mondiale Offshore.
- Worl Modular Engine. serie di motori modulari di 3,6,12 cilindri per il nuovo azionista Indonesiano.
- Countach Evoluzione, vettura di ricerca con telaio in honey-comb di carbonio.
- ·Countach QVX versione racing del motore V12 per la vettura Spice Gruppo C con piloti Baldi e Needell.

### Ritorno al Fly-Studio
Nel 1987 ricrea il Fly-Studio e progetta una supercar creando una collaborazione internazionale. La Gigliato Aerosa con:
- Progettazione Fly-Studio con disegnatori Giapponesi svolta nello stabilimento modenese della ex Lamborghini Engineering.
- Stile del giapponese Nakamura
- Motore: 8V 90° fornito dalla inglese Lotus.
- Assemblaggio: Officine Automobili Lamborghini

La vettura presentata prima a Tokio alla stampa giapponese e poi al Salone di Francoforte nel 1997, per problemi economici non andrà in produzione.
Marmiroli continua la consulenza a case automobilistiche internazionali, a racing teams e privati investitori, progetta diversi quadricicli soprattutto in versione elettrica e veicoli commerciali performanti, coinvolge numerose aziende in progetti di ricerca finanziati dal Ministero dell’Economia, svolge attività di professore aggiunto a diverse Università e partecipa ai Saloni Internazionali dell’Automobile oltre a vari meeting del settore, anche come relatore.